# Daniel Leyniers
Daniel Alphonse Charles Raymond Leyniers (Sint-Jans-Molenbeek, 15 maart 1881 - Brussel, 26 februari 1957) was een Belgisch volksvertegenwoordiger, senator en burgemeester.

## Levensloop
Leyniers, nakomeling uit een familie van Brusselse tapijtfabrikanten, was een zoon van Urbain Leyniers en van Marie-Adèle Tharin. Hij trouwde in 1904 met Louise Devolder (1883-1975), dochter van minister van staat Joseph Devolder. Ze kregen vier kinderen, van wie er twee priester werden. Ze bewoonden het kasteel van Fanson in Xhoris.
In 1906 werd hij opgenomen in de Belgische erfelijke adel. Van 1908 tot 1912 was hij consul van Mexico.
In 1908 werd hij verkozen tot gemeenteraadslid van Itterbeek en was er van 1909 tot 1926 burgemeester.
In 1912 werd hij verkozen tot katholiek volksvertegenwoordiger voor het arrondissement Brussel en vervulde dit mandaat tot in 1919. In 1921 werd hij verkozen tot provinciaal senator voor Brabant en vervulde dit mandaat tot in 1946. Van 1939 tot 1946 was hij ondervoorzitter van de Senaat.
Leyniers stond ook bekend als bibliofiel.